# Хомутяновка
Хомутяновка (рум. Homuteanovca) — село в Яловенському районі Молдови. Утворює окрему комуну. Входить до складу комуни, адміністративним центром якої є село Гангура.